# New Germany
La ville américaine de New Germany est située dans le comté de Carver, dans l’État du Minnesota. Sa population s’élevait à 372 habitants lors du recensement de 2010.

## Anecdote
Durant la Première Guerre mondiale, en 1917, le nom de la localité a été changé en Motordale. Le nom d’origine a été rétabli en 1922.

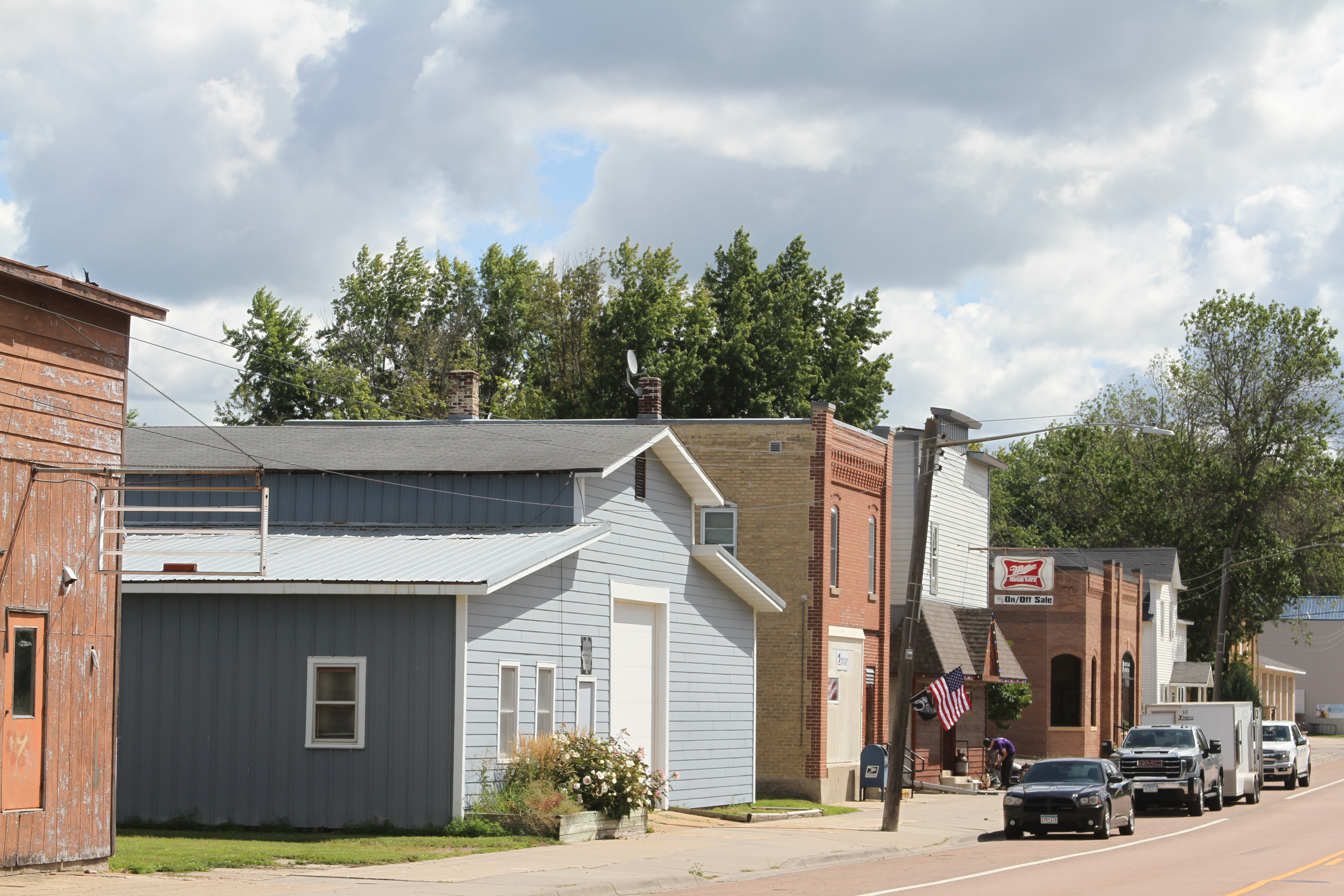
New Germany (2024)
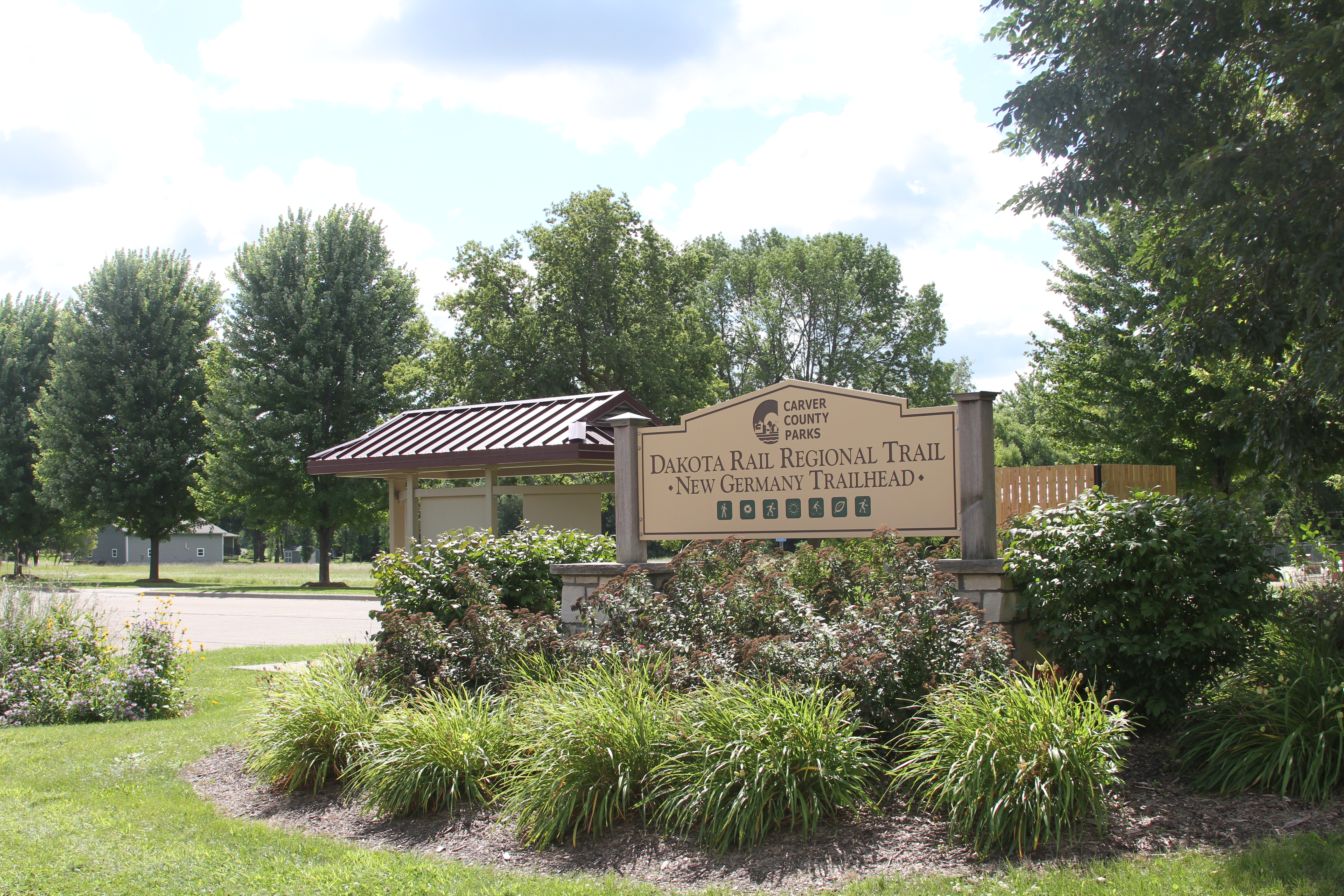
Dakota Rail Regional Trail (2024)

## Source
- (en) Cet article est partiellement ou en totalité issu de l’article de Wikipédia en anglais intitulé « New Germany, Minnesota » (voir la liste des auteurs).